# 바이에른 왕위 계승 전쟁
바이에른 왕위 계승 전쟁(독일어: Bayerischer Erbfolgekrieg, 1778년 7월 3일 ~ 1779년 5월 13일)은 바이에른 공작이 후계없이 사망하자 바이에른 선제후령을 둘러싸고 오스트리아와 프로이센 사이에 벌어진 전쟁이다. 제대로 된 전투없이 양측의 대치만 10개월간 이어지다가 종전되었다.
별칭으로 '감자전쟁(Kartoffelkrieg, Potato war)'이라고 부르기도 한다.이는 대등한 전력속에 대치하며 전투다운 전투없이 소강상태가 유지되는 가운데 부족한 군량미를 확보하고자 양측의 병사들이 전투보다는 감자 확보에 경쟁을 벌였기 때문에 붙여지게 되었다.

## 역사적 배경
프랑크 왕국이 분열하며 탄생한 프랑스는 카페왕조에 이어 부르봉 왕가로 이어지면서 왕의 직할영지를 넓혀 갔고 점차 왕권을 강화해 나갔다. 백년전쟁을 승리로 마감한 샤를 7세는 귀족들의 반대를 무릅쓰고 유럽 최초로 상비군을 양성하여 세습봉건 귀족세력을 누르고 중앙집권을 강화해 나갔다. 그의 아들 루이 11세에 이르러 왕권이 더욱 강해지며 프랑스는 강대국으로 부상했다. 그러나 이와 반대로 독일은 선제후 제도가 생기는 등 지방분권화가 가속되었다.
오스트리아를 본산으로 한 합스부르크 출신의 카를 5세가 1519년에 신성로마제국의 황제로 등극하여 중앙집권 강화하려 했지만 독일군주들은 루터의 종교개혁(1517년)으로부터 얻은 명분을 구실삼아 황제 카를 5세의 권력강화에 반대했다. 황제파(구교)와 반황제파(개신교), 양측은 무력충돌 끝에 아우스부르크 화의(1555)을 통해서 종교선택의 자유는 지역통치자의 몫이라는 데 합의하기에 이르렀다.
그러나 이는 개인에게 종교선택권이 없는 미봉책에 불과하여 또 다른 불씨를 남겼을 뿐만 아니라 지역영주들은 정치권력과 종교권력까지 거머쥐게 되어 지방분권이 더욱 심화되어갔다. 신구교간의 극심한 갈등 속에 이어지던 불안한 평화는 결국 30년전쟁(1618~48)으로 이어졌고 전쟁터가 된 독일은 국토가 황폐해지고 800만명이 사망하는 참극을 빚고 말았다. 베스트팔렌 조약(1648)을 통해 종교선택의 자유가 주어지기는 했으나 독일지역이 300여개의 영방으로 분열되며 생긴 권력공백현상은 또 다른 불안을 낳았다.
30년전쟁과 스페인 왕위계승전쟁 이후 강대국으로 부상한 프로이센은 황제 카를 6세 사망 후 살리카법을 거스르며 실권통치하는 마리아 테레지아에 맞서 오스트리아 왕위 계승전과 7년 전쟁을 벌인 끝에 슐레지엔 확보에 성공하며 더욱 강성해져갔다. 이후 양측이 대치한 가운데 독일지역내에 불안은 계속 이어져갔다.

## 바이에른 계승 전쟁

### 전쟁의 경과
1777년 12월 바이에른 공작 막시밀리안 임마누엘이 후계없이 사망하자, 신성로마황제인 요제프 2세와 오스트리아 대공국의 총리인 카우니츠 공작이 카를 테오도어를 압박해, 니더바이에른 공국이 있었던 지역과 민델하임을 오스트리아 대공에게 양도한다는 협정에 서명시킨다. 이에 프로이센은 작센 선제후국과 함께 오스트리아와 동군연합이었던 보헤미아 왕국을 침략하면서 1778년 7월에 전쟁이 시작되었다.
양측의 전력이 비등한 가운데 대치가 이루어졌을 뿐 국제적인 관심을 받지 못하여 동맹이나 우방국의 지원을 받을 수가 없었다. 영국은 7년 전쟁에서 승리한 후에 대륙 문제에 대해 거리를 두며 식민지 경영에 치중하던 중에 식민지였던 미국과 전쟁이 벌어진 상태였다. 프랑스는 오스트리아와 혼인동맹을 맺기는 했으나 7년전쟁의 패배를 만회하기 위해서 영국을 상대로 독립전쟁을 벌이고 있는 미국을 지원하고 있었기 때문에 오스트리아를 지원할 여력이 없었다.
프로이센은 160,000명, 오스트리아는 180,000명의 군사가 동원되었으나 사소한 교전이나 소규모 전투가 있었을뿐 양측 모두 전면전을 꺼리는 가운데 제대로된 전투는 벌어지지 않았다. 상호 대치만 이어지며 소강상태가 지속되다가 결국 전쟁 발발 10개월 만인 1779년 5월13일, 양측은 러시아의 중재로 전쟁을 종결하는 테센 협정을 맺었다.

### 감자 전쟁
대규모 전투가 없었음에도 불구하고 종전 후 양측의 사망자가 각각 1만여명씩 발생하였다. 대부분 전투로 사망한 것이 아니라 배고픔과 질병, 강추위가 원인이었다. 오랜 대치 속에서 양측은 상대방의 연락과 보급선 차단에 주력하는 한편 당시 독일 지역에서 본격적으로 재배하기 시작한 감자를 확보하여 떨어진 군량미 보강을 꾀했다. 이를 통해 다른 한편으로는 상대측이 식량으로 사용하고 있는 감자 공급을 차단하여 굶주리게 하는 작전을 펼쳤다. 양측의 군인들은 서로 마주쳐도 총을 쏘기 보다는 감자 밭으로 달려가 먼저 감자를 더 많이 캐려고 경쟁을 벌이곤 했다. 이런 에피소드 때문에 바이에른 계승전쟁은 '감자전쟁(Potato War)' 이라는 별명을 얻었다.

## 영향
사실상 승패없이 무승부로 종결된 이번 전쟁 이후, 두 나라의 경쟁관계는 다음 세기에도 소독일주의를 표방하는 프로이센과 대독일주의를 주창하는 오스트리아 간의 전쟁으로 이어졌다. 한편으로는 하층민들이 주로 먹던 음식이자 여전히 꺼림칙하게 생각하던 감자의 진면목이 참전 병사들이 입을 통해 알려지면서 독일지역에서의 감자 재배지역이 더 늘어나게 되었다.
감자는 본래 남미 안데스가 원산지로 16세기에 스페인 탐험가 들에 의해 유럽에 전파되었다. 독일에는 이탈리아를 거쳐서 전래되었는데, 다른 유럽 국가에서처럼 나병을 일으킨 다는 루머가 돌며 식품으로 받아들이지지 않은 채로 가축사료로 쓰이거나 하층민이 먹는 음식이었다. 그러던 것이 지난 7년 전쟁(1756~63) 후에 프리드리히 2세의 독려로 프로이센과 주변 영주국에서 조금씩 재배를 해오던 차였다. 이번 전쟁에 참전한 군인들에 의해 식품으로써의 우수성이 입증되면서 독일 제후들은 재배를 늘려나갔다.
감자는 농경에 불리한 기후와 척박한 토질을 가진 독일지역에 매우 적합한 작물이었기에 생산량이 늘어나면서 독일과 북부유럽의 만성 기근을 해결해 주는 작물로 부상하였다. 이후 감자를 이용한 많은 요리들이 개발되었으며 현대에 들어서 감자는 독일인들의 주식이 되어있다. 이는 실로 감자전쟁 다운 결과라 할 수 있다. 프리드리히 2세의 노력과 전쟁의 영향으로 감자는 이후 맥주와 소세지와 더불어 독일을 대표하는 식품으로 자리잡게 되었다.

## 같이 보기
- 미국 독립 전쟁
- 토머스 칼라일